# Caroxylon salsola
Caroxylon salsola är en amarantväxtart som beskrevs av Carl Peter Thunberg. Caroxylon salsola ingår i släktet Caroxylon och familjen amarantväxter. Inga underarter finns listade i Catalogue of Life.